# Cseh-Szombati József
Cseh-Szombati József (Komárom, 1748. július 11. – Pest, 1815. február 2.) orvos.

## Élete
Cseh-Szombati József és Csajági Szőke Katalin fia volt. Családja Nagyszombati származású volt, innen vette fel a Szombati melléknevet. Iskoláit szülővárosában kezdte. Az 1763. nagy földrengés alkalmával az összedőlt ház romjai közül az éppen akkor rokonai látogatására jött Bessenyei György madari lelkész mentette ki. Pozsonyban folytatta tanulását, hol két évet töltött; innét a debreceni református főiskolába ment és 1768-ban tanítója lett az ifjú togátusoknak, kiket a latin és görög irodalomban és bölcseletben oktatott; később az iskola legfőbb hivatalára a seniorságra emeltetett.
1776. október elején útnak indult külföldi akadémiákra az orvosi tudományok tanulására. 1777. április 30. iratkozott be a franekeri egyetemre; 1778 márciusában a göttingeni egyetemre ment; 1780 márciusában visszatért Amszterdamba, hol még két évet töltött el és a gyakorlati orvostudományokban tovább képezte magát. 1781. április elején Párizsba érkezett és a Hotel de Dieu és a Charité kórházakban orvosi és sebészi ismereteit bővítette; innét Strassburgba utazott, hol a hires Stoll orvos kórházában gyakornokoskodott. Ezután még Augsburgban és 1781. szeptember 1-jétől Bécsben növelte orvosi tudományát, hol 1782-ben orvostudorrá lett.
Hazájába visszatérve Pesten telepedett le s 1784. február 10. országos főorvos lett.  Végrendeletében a debreceni református kollegiumnak a kémia, botanika, mineralogia és technologia tanítására fölállítandó tanszékre 25,000 frtot, a pápai, sárospataki kollegiumokra külön-külön ezer, a pesti református egyházra 4000 forintot hagyományozott.

## Művei
- Dissertatio inaug. medica de morbis glandularum secundum aetates. Viennae, 1781 (Ujra lenyomtatva: Diss. medicae Univ. Vidob. habita ad morbos chronicos pertinentes. Viennae, 1790. T. III. 219. c. gyűjteményben)
- Petri Camperi Observationes circa mutationes quas subeunt calculi in vesic ex Belgico sermone in latinum transfudit publicique juris fecit. Pestini, 1784